# Nowa Dąbrowa (Poméranie)
Pour les articles homonymes, voir Nowa Dąbrowa.
Nowa Dąbrowa est une localité polonaise de la gmina rurale de Potęgowo située dans le powiat de Słupsk en voïvodie de Poméranie. Elle se trouve à environ 30 km à l'est de Słupsk et 76 km à l'ouest de la capitale régionale Gdańsk.

## Géographie

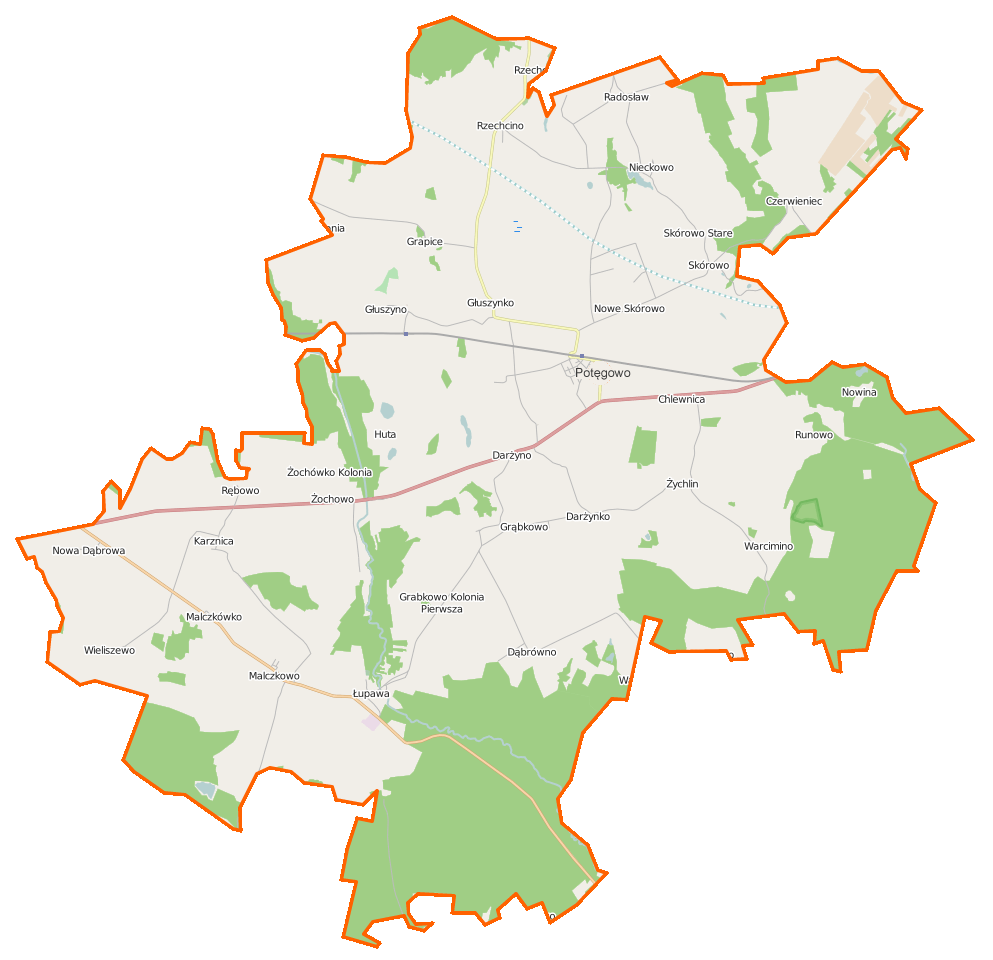
Carte de la gmina de Potęgowo.